# Metalinda
Metalinda (MetaLinda) je slovenská rocková skupina, kterou v roce 1983 založili bývalí členové tehdejších populárních kapel Halušky a Regata – zpěvák Dušan Horecký, kytarista a kapelník Peter Sámel, baskytarista Vlado Suchán a bubeník Janko Lapoš. Brzy dosáhli značného úspěchu, vyprodané koncertní sály v Bratislavě a později i v jiných městech dostaly Metalindu do nahrávacího studia OPUS, kde nahrála své první singly – „Únik“ a „Klub Milionárov“. 

## Začátky
Povolávací rozkazy na vojnu však kapelu rozdělily. V roce 1986 nahradil Dušana Horeckého u mikrofonu Pavol Drapák a kapela nahrála druhý singl „Každý chce ľúbiť“, ke kterému natočila i videoklip. Účastnila se bratislavské Lyry, kde obsadila čtvrté místo s písní „Loď pre 5 miliárd“.
V roce 1989 nahrála kapela debutové album s prostým názvem Metalinda, kterého se prodalo téměř 50 000 kusů. Písně „Jan Amos Džínový“, „VSR“, „Šanca“, „Kovový král'“ a „Jago“ se umístily na prvních místech hitparád a kapela byla oceněna Zlatým Trianglem za nejlepší videoklip J. A. Džínový.

## 90. léta
V roce 1991 se ke kapele přidali nejlepší producenti na Slovensku – Jožo Ráž a Julo Kinček. Metalinda nahrála druhé album Za všetky prachy, z nějž vyniká především píseň „Zaľúbená žaba“. Ve videoklipu k této písni účinkovala česká herečka Anna Geislerová a režíroval ho Filip Renč. Podle této písně lidé kapelu poznávají. 
V roce 1992 kapela přechází do studia Popron Music, kde vydává třetí album Svetlo na druhom brehu, z nějž vynikla píseň „Slnko nevychádzaj“.
v roce 1993 kapela pořádá turné po 40 slovenských městech s názvem The Day Before, kde členové otevřeně hlásí, že jsou proti drogám, a hrají píseň Angie, která je věnovaná jejich kamarádce, jenž drogám podlehla.
V roce 1994 se kapela vrací na Slovensko a vydává album Láska holých prenáša. Ovšem nedlouho po vydání alba byly nahrávací společnosti zprivatizovány, a tak kapela zakládá vlastní vydavatelství Meta Music. 
Roku 1995 vychází album Maj May, k jehož titulní písni se natočil velmi úspěšný videoklip.

Roku 1996 se koná koncert Noc s Metalindou, kde mohl zpívat každý, kdo písně znal. Koncert se i zaznamenal na hudební nosiče.

Následují alba Na kolenách (1996), kde vyniká píseň Sila je v nás, a Skús sa do mňa zahryznúť (1998)

Ve stejném roce opouští kapelu bubeník Janko Lapoš.

V roce 1999 kapela vydává výběrové album Hitovky, které má výrazný ohlas i v Česku.

## 21. století
V roce 2000 vydává kapela album Zavesení v prievane, po jehož vydání odchází zpěvák Pavol Drapák. Nahrazuje ho Roman Cief.

Roku 2002 kapela vydává album Tutovky – na prvním CD jsou nové nahrávky a na CD2 výběr dosavadních největších hitů kapely.

V září 2003 se do kapely vrací původní zpěvák Dušan Horecký.

Roku 2005 vychází album Biologia – 12 nových nahrávek a výběr třinácti klipů.

Na podzim 2006 opět odchází zpěvák Dušan Horecký, ale zničehonic se objevuje zpěvák Patrik, který byl do kapely přijat.

Roku 2007 vychází již třinácté album kapely s příznačným názvem Metalinda 13.

V roce 2008 opouští kapelu bubeník a baskytarista. Za bicí usedá Peter Kollár a baskytaru přebírá Roman Pecha.

Téhož roku vychází singl Svet Anjelov. 

## Sestava
- Peter Sámel – kytara
- Feďo Gašparík – baskytara
- Peter Kollár – bicí
- Andy Samuel Hudak – zpěv

## Bývalí členové
- Dušan Horecký – zpěv
- Pavol Drapák – zpěv
- Vlado Suchán – baskytara
- Marek Popík – baskytara
- Janko Lapoš – bicí
- Roman Cief – zpěv
- Feďo Gašparík – baskytara

## Diskografie
- 1990 – Metalinda
- 1991 – Za všetky prachy
- 1992 – Svetlo na druhom brehu
- 1994 – Láska holých prenáša
- 1995 – Maj May
- 1996 – Noc s Metalindou – live
- 1996 – Na kolenách
- 1998 – Skús sa do mňa zahryznúť
- 1999 – HitovkyHitovky – Best of
- 2000 – Zavesení v prievane
- 2003 – TutovkyTutovky – 2CD Best of
- 2005 – BiológiaBiológia
- 2007 – Metalinda No.13
- 2010 – Best of – live

## Singly
- 1985 – Klub milionárov / Únik
- 1986 – Každý chce lúbiť / Loď pre 5 miliárd
- 1989 – Kovový kráľ / Jago
- 2008 – Svet Anjelov